# Disney Consumer Products
Pour les articles homonymes, voir DCP.
Disney Consumer Products ou DCP, aussi identifié sous le nom Walt Disney Entreprises, est une filiale et l'une des quatre divisions de la société Walt Disney Company, consacrée aux « produits de consommation ». Elle gère les droits sur les produits dérivés des différentes filiales de Disney.
En plus de la marque Disney, cette division gère les catalogues de licences de Baby Einstein, des Muppets, Jetix et depuis fin 2009 de Marvel Entertainment. Depuis 2011, la division doit être le point de contact unique pour les distributeurs pour tous les produits de la société, films et jeux vidéo compris, précédemment gérés par les divisions dédiées.
À partir de 2016, elle se nomme Disney Consumer Products and Interactive Media car elle intègre pour des raisons financières l'ancienne division Disney Interactive Media Group.

## Historique

Ancien logo.

La société existe depuis presque les débuts des studios Disney. D'après Dave Smith, l'histoire de ce service mandaté puis filiale débute en 1929 lorsque Walt Disney, alors à court d'argent, est accosté dans un hall d'hôtel de New York par un entrepreneur qui lui propose 300 $ pour mettre Mickey Mouse sur une tablette d'écriture pour enfant. Jimmy Johnson évoque lui un contrat pour une barre chocolatée à l'effigie d'Oswald le lapin chanceux, contrat signé par Roy Oliver Disney.

### 1929-1932: Walt Disney Enterprises, un service de licences
Le 16 décembre 1929 Walt Disney décide de créer quatre sociétés pour réorganiser son "empire", l'une d'elles se nomme Walt Disney Enterprises et gère les licences. De nombreuses licences ont été attribuées durant les années et plusieurs produits sont devenus des objets de collections,.
Le 13 janvier 1930, le premier strip de Mickey Mouse est publié dans la presse grâce à un contrat avec King Features Syndicate. En 1930, Roy Disney délègue la gestion des licences à deux agents et nomme George Borgfeldt comme représentant pour les licences aux États-Unis et cinq mois plus tard William B. Levy comme représentant à Londres,. La même année, Disney signe un contrat avec la société George Borgfeldt & Co pour la confection de poupées de personnages Disney, alors sous-traitée au Japon, le premier gros contrat de Disney dans ce domaine. La société a par la suite réalisés d'innombrables jouets en bois, en peluche et en plastique. Les jeux sont confiés aux États-Unis à Milton Bradley en 1931, contrat depuis toujours actif. La même année, la société Hall Brothers (depuis Hallmark Cards) obtient quant à elle une licence pour des cartes de vœux.
En 1931, Disney accorde à la société Rogers, William and Son, future International Silver, une licence pour la production de vaisselle en argent. La société produit jusqu'en 1939 des assiettes en argent dont une en forme de tête de Mickey, des couverts, des tasses et bols.

### 1933-1949: Walt Disney Enterprises, mandat à Kay Kamen
Fin 1932, Walt Disney est à nouveau accosté par un entrepreneur, nommé Kay Kamen. Ce dernier lui propose « 50 000 $ de revenus garantis par an sans dépenser un seul cent ». Devant l'impossibilité de gérer en interne la multitude de contrat liés aux produits dérivés, le travail est confié en 1933 à un agent, Kay Kamen. Kamen propose un contrat inhabituel : il ne demande aucun pourcentage sur les redevances, mais la moitié des redevances perçues supérieures à celle de l'année précédentes et utilise cette part pour payer ses frais. Le contrat est non exclusif en attendant la fin des contrats avec Borgfeldt et Levy mais devient exclusif après. Kamen insiste sur le contrôle de la qualité et définit des normes qui deviendront des standards dans la profession des produits dérivés.
L'un des premiers contrats signés par Kamen est celui pour les montres Ingersoll (en)-Waterbury. Un autre contrat de 1932 est celui accordé à Schumann China Corp, une société spécialisée dans les porcelaines qu'elle faisait réalisées en Bavière, mais le contrat cessa en 1934.
En janvier 1933, le premier numéro de Mickey Mouse Magazine est publié aux États-Unis. En 1933, Disney accorde une licence à Parker Bros., un éditeur de jeux et puzzles, devenue depuis l'une des plus longues licences accordées par Disney. Aussi en 1933, le 1er juin, Ingersoll commercialise sa première montre-bracelet Mickey Mouse vendue à 3,25 $, prix baissé ensuite à 2,95 $ suivie par une montre gousset à 1,50 $. Différents modèles ont été produits depuis sans discontinuer bien que certaine édition de 1960 n'avait qu'un texte Mickey Mouse au lieu du personnage. Un modèle de montre spécial Dingo a été conçu totalement à l'envers, les chiffres et le système d'horlogerie avaient un fonctionnement dans le sens inverse, modèle repris par la société Hellbros en 1972 et dont le prix passa de 19,95 $ à plus de 700 $ au début des années 1990. En juillet 1933, la filiale Mickey Mouse Ltd est fondée à Londres pour le marché britannique et superviser l'ensemble des marchés européens.
En 1934, Disney accorde une licence à Lionel Corp, une société de confection de trains miniatures alors au bord de la faillite en pleine période de la Grande Dépression et contrainte de changer ses gammes. Son premier modèle est un Mickey Mouse sur une draisine, vendu à 1 $. D'autres modèles ont été produits comme une draisine avec le couple Mickey-Minne éditée à la période de Noël, Donald Duck, un train de cirque avec Mickey en conducteur et d'autres personnages dans les wagons considéré comme le plus cher au collectionneurs… Le succès des ventes liées à la licence de Disney a permis à la société de retrouver une certaine rentabilité dès 1938, et il n'est pas rare de lire que « Disney a sauvé Lionel de la banqueroute ». Une autre licence accordée en 1934, est celle à la Seiberling Latex Products Co, pour la production de personnages en plastique souple, arrêtée en 1942. En juillet 1934, la filiale Mickey Mouse SA est fondée à Paris pour le marché français. Le 21 octobre 1934, le premier exemplaire du Journal de Mickey est publié en France.
En 1935, le studio débute l'attribution de licences pour les produits dérivés de Donald Duck. En 15 ans plusieurs centaines de produits sont commercialisés, des poupées, des livres, du savon, des jeux, des brosses à dents, un train miniature de Lionel, une montre Ingersoll et diverses nourritures comme des céréales, du popcorn et un jus d'orange.
En 1936, Disney accorde à la société Louis Marx and Co une licence pour des jouets mécaniques, principalement vendus sous la marque LindMar, licence exploitée jusqu'en 1961 puis reprise en 1968. L'une des séries nommée Disneykins exploitée elle de 1961 à 1973 consistait en plus de 100 petits personnages Disney. Le 8 février 1936, le premier numéro du magazine Mickey Mouse Weekly est publié au Royaume-Uni et vendu à 375 000 exemplaires.
En 1938, Walt Disney Entreprises devient une filiale de Walt Disney Productions (future Walt Disney Company). En mai 1938, Disney crée une filiale en Italie, Walt Disney Italia afin de gérer des licences de publication. Depuis, de nombreuses branches ont ouvert partout dans le monde pour des milliers de produits. Le 19 juillet 1938, Disney signe un contrat avec le courtier en art, Gurthie Couvoisier pour vendre des cellulos.
En 1940, Disney accorde une licence à Vernon Kilns, entreprise de céramique qui réalise jusqu'en 1942 des figurines d'après les sujets issues de trois films : Fantasia (1940) dont un coffret de 36 pièces, Dumbo (1941) et Baby Weems, personnage du Dragon récalcitrant (1941). C'est au début des années 1940 que les produits dérivés Disney atteignent la barre des 100 millions d'USD de revenus par an avec 75 fabricants aux États-Unis, 45 au Royaume-Uni, 20 au Canada, 6 en France et 6 en Espagne et au Portugal,.
En 1943, Disney accorde une licence à Shaw, Evan K Ceramics, aussi nommée American Pottery, qui a produit jusqu'en 1955 de nombreux objets de collection dont les prix augmentent beaucoup avec la présence d'une contremarque dorée.
En 1944, Disney accorde une licence à Leeds China Co., entreprise de céramique basée à Chicago, pour réaliser des objets en porcelaine et argile. La licence a été arrêtée en 1954 mais a vu la production de vases, pots et jarres dont des boites à cookie en forme de personnage se faisant face avec des attitudes opposées.
En 1946, à leur démobilisations, Oliver Bradshaw Johnston, comptable du studio depuis 1934 et Jimmy Johnson, devenu son assistant, prennent en charge la gestion financières des licences à l'international et Johnson devient l'interlocuteur privilégié de Kay Kamen. L'une des premières tâches de Jimmy Johnson a été de renégocier l'assurance du studio sur la perte de négatifs de films avec le risque de devoir tourner à nouveau des scènes, assurance gérée par Kamen mais finalement reprise en interne et signée par Automobile Mutual Insurance.
En 1947, la société Gund Manufactring se voir accorder une licence pour confectionner des poupées des personnages Disney, dont l'une des caractéristiques principale pour la plupart d'entre elles est un visage en plastique moulé. La licence a duré jusqu'en 1971 mais deux séries de reproductions des premières poupées Mickey et Minnie ont été éditées en 1992 en 1993 pour des rassemblements de collectionneurs.

### 1949-1980: Walt Disney Enterprises, service interne
Mais c'est surtout en 1949, avec la mort de Kay Kamen dans un accident d'avion, l'ancien agent de Disney gérant les licences des produits dérivés, que Walt décide de créer une division en interne, sous la responsabilité de Oliver B. Johnston assisté de Jimmy Johnson. Depuis cette entité a énormément grossi et s'est subdivisée en plusieurs sociétés dont Disney Licensing (apparues dans les années 1980) et Disney Publishing, pour les productions liées à la presse. Le terme de Disney Enterprises existe toujours et désigne que le copyright est détenu par la société Disney.
Du côté des produits dérivés, les films de compilations des années 1940 ne permettent pas de relancer la machine commerciale qui nécessite un long métrage à succès. En 1949, Roy O. Disney persuade son frère Walt de laisser les principales sociétés sous contrat dans les produits dérivés, les livres et la musique de visionner une version inachevée de Cendrillon (1950) afin d'entamer leur production et les campagnes publicitaires au plus tard trois mois avant la sortie du film. Malgré une certaine réticence à présenter une œuvre incomplète, Walt accepte ce qui permet à Western Publishing, sa filiale Golden Press, RCA et d'autres, de voir le film près d'un an avant sa sortie.
En 1950, Roy O. Disney décide d'avoir deux départements dissociés, l'un pour la gestion des licences, nommé Character Merchandising et l'autre pour l'édition, nommé Publications, future Disney Publishing. Jimmy Johnson explique qu'il était en conflit avec son responsable Oliver B. Johnston dont la méthode de direction du service des licences avait provoqué beaucoup de confusion. Après avoir été obligé de résoudre une crise dans le bureau new-yorkais durant un mois, Johnston resté en Californie avait trouvé un nouvel assistant et propose alors à Jimmy Johnson de rester définitivement à New York. Johnson refuse et Johnston ne lui propose aucun autre poste. Roy Disney a donc résolu le problème en scindant la division en deux, d'un côté les licences des personnages de l'autre les publications, comprenant les bandes dessinées et la musique.
En 1954, Hassenfeld Brothers (futur Hasbro) obtient une licence pour vendre des personnages Disney. La seconde moitié des années 1950 est marquée par la coopération entre les différentes divisions de Disney, on parle désormais de synergie d'entreprise, avec la télévision assurant la promotion et la diffusion de productions augmentent leur rentabilité tandis que la production cinématographique développe la production télévisuelle. Un exemple est la série Davy Crockett diffusée à partir de 1954 sur un thème liée à la zone de Frontierland de Disneyland et dont des extraits ont été regroupées pour sortir au cinéma. La série a aussi profité au développement de la filiale des produits dérivés tandis que la musique est commercialisée par le label Disneyland Records. Avec la création d'une filiale de distribution Buena Vista, la société Disney contrôle alors l'ensemble de la chaîne. Avec Davy Crockett, le chiffre d'affaires des ventes de produits dérivés passe de 3 millions d'USD par an à plus de 12 millions d'USD en 1955 et cette somme dépassera les 50 millions dans les années 1980.
En 1955, la société Hagen-Renaker Poteries se voir accorder une licence pour des personnages en céramique dont une partie était vendue dans le parc Disneyland et ce jusqu'en 1961. Aussi en 1955, la société Gibson Greetings reprend la licence des cartes de vœux détenue par Hallmark depuis 1931, mais la perdra dans les années 1970. De son côté Mattel dépense près d'un demi-million d'USD en publicité dans l'émission The Mickey Mouse Club en 1955.
En 1962, la société autrichienne PEZ signe son premier contrat avec Disney, société connue pour ses distributeurs de bonbons surmontés d'une figurine.
En 1966, la mort de Walt Disney ralentit la production des longs métrages d'animation mais pas celles des produits dérivés.
En 1970, Disney accorde une licence à Schmid Bros pour produire des objets de collection Disney. Parmi leurs productions on peut noter, une collection d'assiettes de noël lancée en 1973, des personnages en métal blanc sous les noms de Hudson Pewter et la Walt Disney Classic Collection lancée dans les années 1990.
En 1971, Disney fonde The Walt Disney Distributing Company, une société qui vend des licences de biens de consommations à des sociétés tierces,. Avec l'ouverture de Walt Disney World Resort en Floride, une unité de production de Walt Disney Distributing Company permets de fournir une partie des objets vendu dans le complexe de loisirs. Elle cesse ses activités en 1977 au profit de design réalisés par des artistes Disney,. Cette tentative n'a pas été fructueuse est le site en Floride a fermé en 1981, juste avant l'ouverture du second parc du complexe.
En 1972, Disney confie la confection de montres avec des personnages Disney à Bradley Time, filiale de l'Elgin Watch Company, contrat arrêté en 1987,.

### 1980-1998: Disney Licensing
Les licences ont été regroupées dans les années 1980 au sein d'une société dissociée nommée Disney Licensing.
En 1981, Disney accorde une licence à Hasbro pour l'édition de poupée mannequin de Zorro de type Action Joe.
En 1984, avec le changement d'actionnaires, la nouvelle Walt Disney Company (renommage en 1986) se lance dans un renouvellement de son catalogue comprenant de nombreux projets.
Le 11 février 1985, Disney accorde une licence de trois ans à Gibson pour des cartes postales et des papiers cadeaux avec des personnages Disney. Cet accord met fin à quatorze années de contrat avec Hallmark Cards.
En 1986, Disney lance une gamme de produits à destination des préadolescentes, Minnie 'n Me, centrée autour de versions du même âge de Minnie Mouse et ses amies associée à la production de 'Totally Minnie qui propose une version plus rock de Minnie inspirée par Madonna.
Le 28 mars 1987, la première Disney Store ouvre dans la Glendale Galleria à Glendale en Californie, non loin du siège social de Disney à Burbank. Le 20 avril 1988, le Disney Family Gift Catalog accroît son activité avec l'achat de la société de vente par correspondance Childcraft Education Corporation à Grolier Inc. pour 52 millions de $,.
Le 4 mai 1990, le New York Times évoque l'ouverture courant avril d'une Disney Store à Montclair en Californie de 11 000 pieds carrés (1 022 m2) qui comprend un nouveau concept commercial, un restaurant nommé 'Mickey's Kitchen placé à l'étage et proposant des burgers, des pizzas, des salades avec de la musique Disney. La première Disney Store en dehors des États-Unis ouvre à Londres le 1er novembre 1990 sur Regent Street.
Le 4 novembre 1994, la première Disney Gallery ouvre dans le centre commercial Mainplace Santa Ana en Californie,,.
Le 3 avril 1996, Disney et Mattel annoncent un contrat pour des produits basés sur les personnages Disney.
Le 22 mai 1996, la plus importante Disney Store avec 40 000 pieds carrés (3 716 m2) ouvre sur la Cinquième avenue de New York. Le 23 mai 1996, la Walt Disney Company et McDonald's signe un contrat décennal et international d'exclusivité pour Disney des jouets proposés dans les Happy Meals.
En 1997, Ann Osberg, arrivée chez Disney en 1988, est nommée présidente de la division.

### Depuis 1998: Disney Consumer Products

#### 1998-2004: Réorganisation et problèmes des Disney Store
En 1998, la société Disney alors divisée en trois parties Broadcasting, Creative Content et Attractions se réorganise en cinq divisions : Disney Media Networks, Walt Disney Studios Entertainment, Walt Disney Parks and Resorts, Disney Consumer Products et Walt Disney Internet Group. La division des produits de consommation est issue de Creative Content. Andrew Mooney devient le président de la division en 1999.
Le 20 septembre 2000, Disney et Hasbro signent un contrat pluriannuel pour les produits dérivés des films et séries télévisées.
Le 10 septembre 2001, Disney signe un accord avec OLC en vue du rachat des Disney Store japonaise pour 51 millions USD, vente finalisée le 1er avril 2002.
Le 6 novembre 2001, Disney achète la société Baby Einstein Company, fondée en 1996 pour 25 millions d'USD.
Le 11 janvier 2002, Disney et Kellogg's s'associent pour lancer trois nouvelles marques de céréales Mickey’s Magix, Buzz Blasts et Hunny Bs.
Le 12 février 2003, Disney accorde plusieurs licences à Jakks Pacific pour distribuer aux États-Unis à partir de l'été 2003 : une gamme de jouets aquatiques sur le film de Pixar Le Monde de Nemo (sorti en mai 2003 aux États-Unis); une gamme d'activités ludiques sur le film de Pixar Le Monde de Nemo (décor à construire, scrapbook…); une gamme de jouets aquatiques sur les Disney Princess liés à la mer (principalement La Petite Sirène); une gamme de jeux sportifs pour enfant nommée Disney Jr. Sports, basé sur le personnage de Dingo.
Le 7 mai 2003, Disney s'associe à Memorex pour produire six appareils audio-vidéo Disney : télévision 13 pouces, lecteur DVD, balader radio, baladeur CD et un poste radio. Ces éléments seront distribués sous la dénomination Disney Electronics. Le 20 mai 2003, Disney s'associe au glacier Wells Dairy pour commercialiser des crèmes glacées Disney.
Le 10 septembre 2003, cinq confiseurs américains regroupés sous le nom Imagination Confections lancent une gamme de confiseries Disney. Les confiseurs sont American Licorice Company, Ferrara Pan Candy Company, New England Confectionery Company (Necco), Palmer Candy Company et Spangler Candy Company.
La dénomination Disney Consumer Products est dissociée en 2004 en trois entités : Toys, Softlines et Hardlines. Mais depuis cette date d'autres divisions sont nées afin de regrouper certaines activités ou développer de nouvelles offres.
Le 15 mai 2004, Disney achète Les Muppets à The Jim Henson Company, créant une nouvelle filiale "Muppets Holding Company" (rebaptisée en avril 2007 The Muppets Studio). Le 5 août 2004, Disney lance le Disney Dream Desk, son premier ordinateur pc. En septembre 2004, Disney lance la gamme Disney Cuties utilisation un nouveau design (inspiré de Pucca) à destination des préadolescentes et adolescentes.

#### 2005-2011: Diversification à l'international
21 avril 2005, Disney lance une gamme de produits pour les animaux de compagnie Disney's Old Yeller au travers de la marque Kroger, en hommage au film Fidèle Vagabond (1957). Le 21 juillet 2005, Disney accorde une licence de création/distribution de vêtements pour adultes et enfants à Giordano International, une entreprise hongkongaise possédant plus de 1500 boutiques dans toute l'Asie. La gamme doit s'appeler Disney brought to you by Giordano.

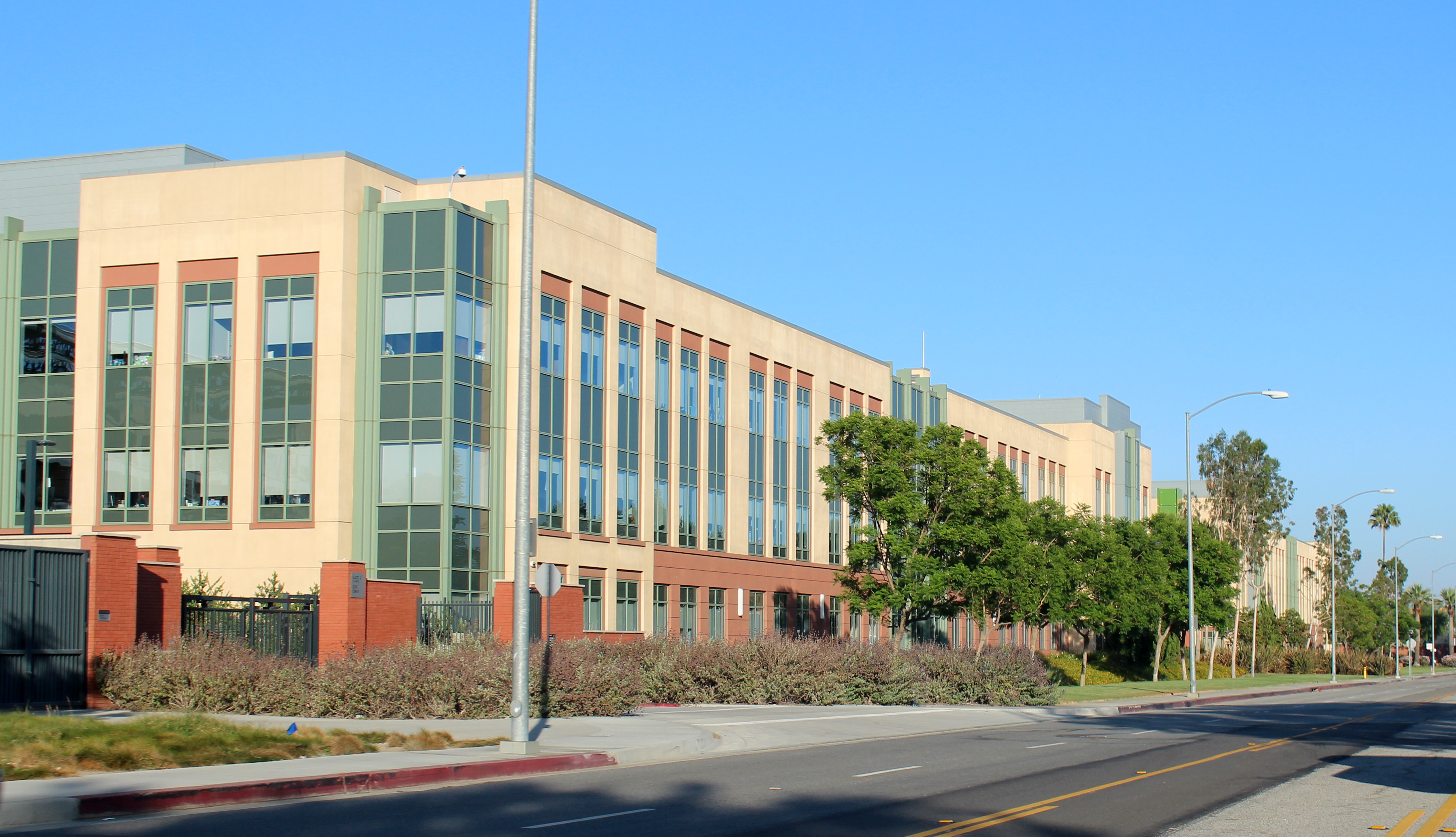
Le 1201 Flower Street siège de Disney Consumer Products ouvert fin 2006 au sein du Grand Central Creative Campus, à Glendale, Californie.

Le 10 septembre 2005, DCP accorde une licence à la société britannique Calypso Soft Drinks pour des boissons pour enfants avec des personnages Disney . Le 11 septembre 2005, DCP lance la gamme Indesign Disney, une série de portes de chambre d'enfants décorées avec des personnages Disney, construites par Masonite et vendu exclusivement dans les Home Depot américain . Le 19 septembre, Disney Consumer Products accorde une licence de distribution à Funskool India pour les jouets de la gamme Disney Princess en Inde. Le 29 septembre 2005, Disney Electronics lance les lecteurs MP3 Disney Mix Sticks.
En octobre 2005, Disney signe un partenariat avec Playmates Toys en vue de développer une nouvelle gamme de produits Disney Fairies. Durant l'année 2005, la société a signé un contrat avec la société suisse Swarovski pour des objets en cristal dont des bijoux.
Le 18 mai 2006, DCP signe un contrat de licence avec la société vietnamienne East Media Holding Inc pour promouvoir les produits Disney dans la péninsule indochinoise. Le 6 juin 2006 la marque Disney Jeans est lancée en Inde en partenariat avec la société indienne Indus Clothing Ltd. Disney prévoyait ensuite de se lancer sur les marchés européens,. Le 9 juin 2006, Disney lance en Europe des fruits Disney pour les enfants en association avec Tesco (Royaume-Uni) et Champion (France). Le 13 juin 2006, Disney lance au Royaume-Uni une gamme de boissons pour enfants allégées en sucre et contenant des vitamines produite par Cott Corporation,. Le 15 juin 2006, DCP lance les gammes de produits Power Rangers en Inde.
Le 11 août 2006, DCP annonce le lancement de deux nouvelles collections pour les enfants : Classic Disney et Walt Disney Signature. Le 2 octobre 2006, Disney vend sa participation de 50 % dans Us Weekly à Wenner Media pour 300 millions de $, soit un gain de 272 millions de $ avant déduction des taxes (170 millions taxes déduites).
Le 18 octobre 2006, Disney va restreindre, aux États-Unis, ses licences de produits de consommation alimentaire aux seuls produits nutritionnellement corrects. La plupart des licences incriminées arrivent à échéance en 2008 et ne seront donc pas renouvelées. Le 5 novembre 2006, Disney signe un accord avec la société Rotana Audio Visual Company basée à Dubaï et filiale de Kingdom Holding Company appartenant au Prince Al-Walid afin de distribuer au Moyen-Orient et en Afrique du Nord les films des différents studios du Buena Vista Motion Pictures Group. Le 22 novembre 2006, Disney Consumer Products annonce une extension sur tous les continents de son contrat nord-américain avec la société de chaussures Crocs pour la ligne de chaussures sportives Crocs Disney,.
Le 12 février 2007 Disney Consumer Products et Jakks Pacific présentent une gamme de jouets inspirés des séries de Disney Channel Hannah Montana et The Cheetah Girls lors de la Foire internationale du jouet. Le 13 février 2007, Disney et General Mills lancent trois nouvelles marques de céréales Little Einsteins Fruity Stars, Disney's Princess Fairytale Flakes et Disney's Mickey Mouse Clubhouse Berry Crunch. Le 15 février 2007, Jazwares rappelle les boîtes de puzzles magnétiques Disney Princess et Marvel en raison de neuf accidents où plusieurs pièces ont été ingérées par des enfants et ont provoqué des perforations intestinales à cause de l'inter-attraction magnétiques des pièces. Le 18 mars 2007, la division Disney Stationery inaugure à Gurgaon, banlieue de New Delhi sa première boutique, Disney Artist, un concept de boutique sur les objets de correspondances et articles associés. Le 15 avril 2007, Disney Consumer Products a lancé une gamme de robe de mariée et de bijoux conçus par Kirstie Kelly en participant à la semaine du mariage de New York, offre couplée au programme Disney's Fairy Tale Weddings.
Le 26 juillet 2007, la société a décide de lancer sa propre marque de produits de cosmétique en Inde et un sous-traitant réalisera les shampoings et gels douche pour Disney. La société change donc de méthode, au lieu de fournir une licence à un gros fabricant comme Unilever ou Procter & Gamble et ne touchant donc que des royalties, Disney se lance dans la production directe dans l'optique de gagner les plus importantes parts des revenues. En 2006, les chiffres pour la division des produits de consommation étaient de 4 milliards de $ de royalties pour des ventes estimées à plus de 26 milliards de $. Le 4 août 2007, Disney Consumer Products et Lenovo annoncent la sortie d'ordinateur thématisés Power Rangers en Inde,. 
Le 30 janvier 2008, Walmart signe un contrat avec Disney Consumer Products pour vendre des produits Hannah Montana. Le 4 avril 2008, Disney Consumer Products annonce le lancement d'un mplayer Disney par iriver. Le 22 mai 2008, le groupe se lance dans la joaillerie avec une entreprise indienne, le Popley Group. Le 21 juin 2008, le groupe a annoncé le lancement en collaboration avec Lucky Brand Jeans de gammes de produit comprenant le personnage d'Oswald le lapin chanceux. Le 12 août 2008, DCP lance ses premiers jouets pour les jeunes enfants (3-12) contenant de l'électronique avancée comme les lecteurs MP3 ou DVD portables, réduisant la séparation entre ces deux segments. Le 7 septembre 2008, DCP s'associe à la marque Candia pour vendre du lait "familial" avec les personnages de Disney sur les emballages. Le 24 octobre 2008, Disney Consumer Products lance une gamme de jouets Club Penguin dans les magasins Toys “R” Us américains.
Le 1er juin 2009, DCP annonce le développement de ses licences présentes sur Disney Channel dont un film de Winnie l'ourson, de nouveaux épisodes de Manny et ses outils. Le 16 juin 2009, Disney Electronics et ASUSTeK Computer annoncent le Netpal Netbooks un portable pour les enfants. Le 13 octobre 2009, Disney annonce un nouveau concept pour ses Disney Stores nommé Imagination Park et basé sur celui des Apple Store qui prévoit la rénovation des 340 boutiques Disney en Amérique du Nord et en Europe pour environ 1 million de dollars chacune, ainsi que l'ouverture de nouvelles boutiques.
Le 29 mars 2010, Disney et la MLB annoncent la commercialisation de produits associant les personnages Disney aux logos des équipes de baseball américaines. Le 18 mai 2010, la marque de cosmétique MAC, filiale d'Estée Lauder, annonce son partenariat avec Disney pour une gamme de produit de maquillage basé sur les méchantes de Disney. Le 23 septembre 2010, Disney et JAKKS Pacific lancent une nouvelle gamme de poupées, Disney Princess & Me.
Le 27 janvier 2011, Disney annonce son intention d'ouvrir des Disney Store en Chine à partir de 2012. Le 7 mars 2011, Disney s'associe avec la société française Corine de Farme pour des gammes de produits pour enfants et bébé thématisés sur Disney. Le 14 mars 2011, Disney s'associe aux États-Unis avec la société Method Products pour lancer une gamme de savon Mickey et Minnie.
Le 14 mars 2011, Disney annonce pour le 31 mars Disneymedia+ un projet de partenariat européen associant des marques comme Tesco ou Peugeot à des gammes de produits Disney, comme Hannah Montana, Toy Story, Mickey Mouse ou Le Roi lion,. Le 16 mars 2011, Disney annonce un renforcement de la présence de la gamme Disney Garden aux États-Unis avec un logo rénové et des partenariats avec les sociétés Crunch Pak (basée à Chasmere, Californie), Dayka & Hackett (basée à Reedley, Californie) et Chelan Fresh Marketing (basée à Chelam, Washington). Le 13 mai 2011, Disney dépose la marque SEAL Team 6 équipe impliquée dans la mort d'Oussama ben Laden. Dès le 26 mai, Disney annonce qu'elle ne fera pas usage de la marque déposée. Le 23 août 2011, Disney remercie trois des responsables commerciaux de Marvel : Dana Precious, Vice-présidente émérite commercial mondial, Jeffrey Stewart, Vice-président commercial mondial et Jodi Miller, responsable commercial mondial. Le 6 septembre 2011, Andy Mooney directeur de la division depuis 1999 annonce sa démission. Le 9 septembre 2011, Disney annonce la nomination de Robert Chapek, ancien président de Walt Disney Studios Distribution comme président de Disney Consumer Products qui aura la tâche de réorganiser l'approche des grands distributeurs avec une seule équipe commerciale,. Le 2 octobre 2011, Disney et la chaîne de supermarchés émirienne Lulu Hypermarket ont ouvert la première zone de rayons entièrement consacrés à Disney au sein d'un de ses supermarchés de Doha.

### 2012-2016: Retour des franchises
Le 12 janvier 2012, Disney accorde à la société indienne Kayempee Foods basée à Hyderabad une franchise pour des chocolats et confiseries Disney. Le 21 mai 2012, Disney Mobile et Disney Consumer Products lancent une gamme de produits liée au jeu Jetez-vous à l'eau !. le 21 juin 2012, Disney Consumer Products annonce un partenariat avec la société immobilière Sunteck de Mumbai pour construire des logements thématisés Disney. Le 7 septembre 2012, Disney ouvre la première Disney Baby Store à Glendale, une Disney Store consacrée à la gamme Disney Baby. Le 20 septembre 2012, J. C. Penney et Disney annoncent un projet d'ouvrir des espaces de 750 pieds carrés (70 m2) à 1 100 pieds carrés (102 m2) de textiles et accessoires Disney dans 500 magasins de J. C. Penney. Le 27 octobre 2012, le groupe Fnac annonce l'ouverture de 50 espaces Disney dans ses magasins.
Le 8 janvier 2013, Disney et Jakks Pacific annoncent un partenariat pour vendre des jouets associés à des jeux vidéo et de la réalité augmentée au travers de l'application DreamPlay. Le 15 janvier 2013, Disney annonce développer aux États-Unis son concept testé en Inde depuis un an par sa filiale indienne de maisons ou appartements thématisés Disney. Disney annonce le lancement pour juin 2013 de Disney Infinity pour contrer Skylanders de Activision Blizzard, permettant une connexion entre Disney Toys et Disney Interactive Studios. Le 18 avril 2013, Marvel, filiale de Disney, renouvelle son contrat signé en 2012 avec la franchise Mumbai Indians de l'Indian Premier League pour des produits jeunesse. Le 8 mai 2013, la commission américaine des marques rejette la demande de Disney de dépôt d'une marque de produits dérivés pour le film de Pixar inspiré du Dia de los Muertos. Le 22 juillet 2013, Disney et Hasbro prolongent leur contrat sur les produits dérivés de Marvel jusqu'en 2020 et signent un contrat similaire pour ceux dérivés de Lucasfilm,. 28 juillet 2013, Disney lance la gamme Disney Royal Ball collection, inspirée des princesses Disney et destinée aux jeunes filles pour la fête latino-américaine des 15 ans. Le 1er octobre 2013, Disney et Walgreens lancent une gamme d'accessoires de beauté basé sur les méchantes de Disney. Le 3 octobre 2013, J. C. Penney annonce ouvrir dans 565 de ses grands magasins une boutique Disney Shops, un espace de 800 pieds carrés (74 m2) à 1 000 pieds carrés (93 m2) destiné aux enfants. Le 16 octobre 2013, Disney, ABC Family et la chaîne de magasins de vêtements et accessoires Wet Seal lancent une collection de produits inspirés par les personnages des séries télévisées d'ABC Family. Le 17 octobre 2013, Disney lance des fruits et légumes avec des personnages Marvel comparables à Disney Garden lancé en 2006. Le 27 octobre 2013, Disney annonce le lancement au Royaume-Uni de la gamme Disney Princess Palace Pets en 2014 après de bons résultats aux États-Unis. Le 28 octobre 2013, Disney, maison mère de Marvel et Lucasfilm, met un terme aux machines à sous arborant des personnages Marvel Comics ou Star Wars. Le 5 novembre 2013, Philips annonce une gamme de lampe interactive nommée Disney Imaginative StoryLight associée aux e-books de Disney. Le 14 novembre 2013, Disney et Harrods annoncent l'ouverture le 25 novembre d'un espace Disney dans le magasin londonien avec une Disney Store, un Disney Café et une Bibbidi Bobbidi Boutique, première déclinaison de cette boutique conçue par la division parcs à thème. Le 16 décembre 2013, Disneymedia+ annonce une nouvelle politique avec ses annonceurs basée sur le long terme et non plus un seul film.
Le 3 janvier 2014, la marque japonaise de lingerie Bellemaison lance une gamme de sous-vêtements pour adulte inspirée des princesses Disney,. Le 9 février 2014, le site Punchbowl.com obtient une licence de la part de Disney pour des cartes de vœux avec des personnages Disney-Pixar dont les princesses, les Disney Fairies, Toy Story, Cars et les Muppets. Le 9 mars 2014, Disney accorde une licence à la société indienne Hero Cycles pour commercialiser des vélos pour enfants à l'effigie des personnages Disney et Marvel. Le 18 avril 2014, le studio Disney signe un contrat avec le groupe de média HSN pour promouvoir les produits dérivés (vêtements, bijoux et accessoires) de 3 films destinés au public féminin, Maléfique (2014) et Cendrillon (2015) de Disney et Les Recettes du bonheur (2014) de DreamWorks. Le 21 juillet 2014, Disney et Kohl's annoncent D-Signed une collection de vêtements inspirés par les séries de Disney Channel. Le 25 juillet 2014, Disney et Philips annoncent des lampes à LED pour enfant vendues exclusivement en Inde sur le site Amazon. Le 24 septembre 2014, Hasbro annonce avoir signé au détriment de Mattel un contrat avec Disney pour produire les poupées de La Reine des neiges. Le 4 novembre 2014, Disney annonce avoir vendu plus de 3 millions de robes de princesses issues du film La Reine des neiges et prévoit d'en vendre encore plus pour la fin de l'année,.
Le 11 février 2015, pour la sortie du film Cendrillon, Disney et J. C. Penney lancent des campagnes conjointes avec des produits exclusifs dans les sections Disney des boutiques J. C. Penney,. Le 7 mai 2015, Leslie Ferraro est nommée présidente de Disney Consumer Products,. Le 2 juin 2015, Disney présente le jeu Disney Playmation mélangeant jeu vidéo et éléments physiques en allant plus loin que les figurines de Disney Infinity avec un premier lot sur le thème d'Avengers,,,. Le 29 juin 2015, Disney annonce le regroupement de ses divisions Disney Consumer Products et Disney Interactive pour le début de l'année fiscale 2016,,. Le 22 juillet 2015, Disney lance une campagne de démonstration et de pré-commande de Disney Playmation. Le 30 juillet 2015, Disney Consumer Products lance Cars Daredevil Garage une application de réalité augmentée pour une nouvelle collection de voitures issues des films Cars. Le 2 août 2015, Disney signe un contrat avec le groupe japonais Uniqlo pour commercialiser des produits Star Wars, Avengers et La Reine des neiges en Chine où la marque possède de nombreuses boutiques,,. Le 2 septembre 2015, Disney et Sephora lancent une gamme de poudriers avec miroirs avec les Princesses Disney. Le 12 octobre 2015, le bijoutier danois Pandora étend son alliance commerciale avec Disney à partir de novembre 2015 pour inclure l'Asie-Pacifique dont l'Australie, la Chine et le Japon. Le 19 octobre 2015, Disney lance des sites Disney Couture au Royaume-Uni et en Australie. Le 8 décembre 2015, Kimberly-Clark prolonge le contrat signé avec Disney depuis 20 ans pour les couches Huggies et obtient l'accord pour sponsoriser les espaces bébés des parcs et paquebots américains de Disney.
Le 27 janvier 2016, Mattel signe un contrat d'exclusivité mondial avec Disney pour des jouets basés sur la franchise Cars. Le 11 février 2016, la redevance sur le jeu Star Wars Battlefront permet à Disney de compenser le déclin de Disney Infinity. Le 17 février 2016, la jeune marque de chaussures Biion basée en Ontario annonce avoir obtenu des franchises de Disney. Le 22 février 2016, avec le départ de Leslie Ferraro, James Pitaro est nommé président de la division Disney Consumer Products,,. Le 29 mars 2016, Lego présente une gamme de 18 mini-figurines Lego Disney, prolongeant un contrat initié en 2000 et qui s'ajoutent aux Lego Disney Princess, aux Lego Super Heroes de Marvel et aux personnages de Star Wars,. Le 29 mars 2016, Disney India est en pourparlers avec le promoteur indien DLF Limited pour créer une cinquantaine de Disney Store de 100 m2 et des boutiques phare de 1 000 m2,. Le 10 juin 2016, Disney et Coach s'associent pour une ligne de maroquinerie avec des formes et motifs de Mickey Mouse.
Le 17 juillet 2016, Disney s'associe à Gap pour produire une ligne de vêtements pour enfants. Le 31 août 2016, Disney présente un assortiment de jouets Star Wars de Hasbro, Mattel et Jakks Pacific dont la sortie est prévue pour le 30 septembre en prélude au film Rogue One: A Star Wars Story au travers de vidéos Youtube produites par des fans,. Le 27 juin 2016, les sociétés sud-américaines Camposol (es) et Intercorp (es) débutent la commercialisation d'avocats en Chine sous une marque Disney. Le 18 juillet 2016, l'entreprise Hasbro publie son résultat annuel qui montre une hausse significative (15 %) des revenus liés aux poupées et figurines principalement des produits dérivées Disney comme les princesses Disney ou Star Wars,,. Le 3 octobre 2016, GK Elite Sportswear signe un contrat avec Disney pour concevoir et vendre une collection de justaucorps et vêtements de sports avec des motifs Disney. Le 14 septembre 2016, Disney Consumer Products and Interactive Media supprime 250 postes à la suite de la fusion des divisions Produits de consommation et Médias interactifs,,,.

### 2017-: Disney Consumer Products and Interactive Media Group
Le 20 décembre 2016, Disney annonce la fusion de Maker Studios avec le service Content & Media de la division Disney Consumer Products and Interactive Media tout en conservant ses bureaux à Culver City,,,.
Le 6 mars 2017, Disney et Jakks Pacific prolongent et étendent leur contrat de licences pour la Chine avec de nouveaux produits et la vente par internet. Le 14 mars 2017, Disney et Dole poursuivent leur partenariat en lançant une gamme de fruits sur le thème du film La Belle et la Bête. Le 6 avril 2017, Disney Enterprises dépose un brevet de projecteur pour de la réalité augmentée permettant de s'affranchir des casques ou écrans portables,. Le 9 avril 2017, la marque Disney Couture ouvre une boutique nommée The Dress Shop au Disney Springs de Disney World. Le 15 mai 2017, Disney Media Distribution crée Disney Difference une régie publicitaire qui permet aux annonceurs d'utiliser les chaînes du Disney-ABC Television Group, d'ESPN et les studios cinématographiques Disney mais aussi l'ensemble des filiales de Disney comme les parcs et les produits de consommations. Le 9 juin 2017, Disney dépose un brevet pour apposer une substance réflective sur les figurines de ses marques afin de tromper les scanners des imprimantes 3D avec pour but de protéger ses droits d'auteurs en empêchant les copies. Le 1er juillet 2017, Disney suspend une interdiction de fabrication de ses marchandises en Égypte mise en place en février à la suite de l'abaissement de sa note par le FMI. Le 7 juillet 2017, le joaillier Pandora élargit son partenariat avec Disney entamé en 2014 avec l'Amérique en ajoutant l'Europe, l'Afrique et le Moyen-Orient. Le 11 octobre 2017, la société indonésienne Matahari signe un accord avec Disney Indonesia pour vendre des produits Disney dans l'ensemble de ses 155 magasins répartis dans 71 villes d'Indonésie.
Le 16 janvier 2018, Kyle Laughlin, président de la récente division Games & Interactive Experiences du Disney Consumer Products et Interactive Media Group, annonce une nouvelle stratégie pour les jeux mobiles basée sur quatre partenariats avec Gameloft, Glu, Ludia et PerBlue,,. Le 27 février 2018, McDonald's reprend un partenariat avec Disney pour les jouets des Happy Meals pour Les Indestructibles 2, presque 10 ans après leur contrat décennal des années 1990,. Le 25 juin 2018, la première boutique Disney Home, spécialisée dans le mobilier d'intérieur, ouvre au Downtown Disney en Californie.
Le 7 février 2019, Disney accorde une licence à la société californienne Mondo, filiale de la chaîne de cinéma indépendante Alamo Drafthouse Cinema, pour produire des articles de collections,. Le 9 juin 2019, Disney lance un label Disney Kitchen en Europe considéré comme de qualité et apposé sur des produits des marques Danone, Evian et Kellogg's. Le 25 août 2019, lors du D23 2019, Target et Disney Consumer annoncent la création de 25 espaces de vente Disney Store d'environ 750 pieds carrés (70 m2) chacun dans ses hypermarchés et 40 supplémentaires d'ici octobre 2020,. Ces espaces s'ajouteront aux 600 présents dans la chaîne J. C. Penney.
Le 22 janvier 2020, Disney vend les studios FoxNext Games et sa filiale Cold Iron Studios achetés lors de son acquisition de 21st Century Fox à Scopely,.
Le 1er septembre 2023, la première édition de Disney Lorcana est éditée par Ravensburger en collaboration avec The Walt Disney Company

## Les entités
La division Disney Consumer Products se découpe en plusieurs entités.
- Disney (Merchandise) Licensing qui gère les produits dérivés sous les marques et personnages Disney
- Disney Interactive Studios ou Buena Vista Interactive ou Buena Vista Games pour les jeux vidéo
  - Disney Interactive
- Disney Publishing Worldwide est l'organe de gestion des nombreuses publications de par le monde utilisant des personnages de Disney.
- Baby Einstein Company une société pour les enfants en bas âge rachetée par Disney
- The Muppets Studio une partie de la Jim Henson Company qui produisait les célèbres Muppets et rachetée par Disney.
- Marvel Entertainment le catalogue de produits associé à Marvel Comics et Marvel Studios
- Disneymedia+ une division européenne pour du marketing multiplateforme

Depuis 2016, l'ensemble des filiales interactives de Disney Interactive Media Group a été intégré à Disney Consumer Products.
Il faut aussi ajouté à ces divisions :
- Disney Direct (VPC) et DisneyShopping.com (site internet) sont des sociétés de vente par correspondance de produits Disney en Amérique du Nord. Disney Direct est à la fois un catalogue aussi nommé Disney Catalog et un site internet.
- Disney Store est la chaîne de boutiques de Disney. Les boutiques japonaises n'appartiennent plus à Disney, mais à Oriental Land Company. Des royalties sont versées par ses sociétés. Les autres boutiques, principalement en Europe appartiennent toujours à Walt Disney International. La division nord-américaine des Disney Stores a été cédée en octobre 2004 à The Children's Place, mais a été rachetée par Disney en mai 2008[228] dans le groupe Disney. Le tiers des magasins devrait fermer ses portes à l'occasion d'une restructuration qui coûtera à The Children's Place pas moins de 50 millions de dollars.

### Disney (Merchandise) Licensing

Logo de Disney Licensing depuis le milieu des années 2000.

Dans les années 1990, la division Disney Licensing était découpée en trois entités encore existante en 2001:
- Disney Toys pour les jouets, peluches des personnages Disney et autres. Des contrats sont signés avec Hasbro, Mattel, Jakks Pacific…
- Disney Softlines pour les produits "souples" principalement le textile, dont les vêtements ou le linge de maison.
- Disney Hardlines pour les produits "non souples" tels que les appareils électriques.

Depuis la division tripartite Toys-Softline-Hardlines de Disney Merchandise Licensing tend à disparaître au profit d'une nouvelle organisation affichée sur le site officiel qui est à la fois plus proche de la réalité et plus souple car elle permet le croisement d'activités.
- Disney Apparel, division vêtements de loisirs. C'est cette entité qui a lancé les gammes Princesses Disney et Disney Hero conjointement avec Disney Toys.
  - Disney Baby, division des produits et vêtements pour bébé.
  - Disney Jeans, division pour la confection en jeans et produits associés.
- Disney Electronics est une entité récente de Disney Hardlines. Elle produit des appareils électroniques dont des lecteurs MP3, des postes de télévision ou des ordinateurs.
- Disney Home & Infant est l'entité spécialisée dans les produits de la maison et ceux destinés aux bébés.
  - La partie Disney Infant est née en 2005 pour harmoniser les offres de meubles et accessoires destinés aux bébés en relation avec Disney Baby.
  - Walt Disney Signature une gamme d'objet d'intérieur inspiré par les œuvres de Disney. Walmart lança en 2007 cette gamme de vaisselles, meubles et décorations annoncée le 2 octobre 2006.
  - Disney Cuties, lancée en septembre 2004, une gamme de produits présentant les personnages de Disney sous un nouvel aspect, Cute, inspiré par le personnage de Pucca.
- Disney Food, Health & Beauty est la division regroupant les produits alimentaires et les produits de l'hygiène et la beauté. En octobre 2007, la gamme des produits alimentaires des fruits et des légumes a été baptisée Disney Garden.
- Disney Stationery est la division papeterie créée en 2000 afin de regrouper les produits de type posters, agenda, papier à lettres, cahiers et accessoires festifs. Depuis le 18 mars 2007 elle comprend aussi des boutiques : Disney Artist[95].

DCP a aussi lancé deux gammes de produits associés à la mode afin de se donner une image plus luxueuse et branchée, nommée Disney Couture pour les femmes et Bloc28 pour les hommes. Elles rejoignent la gamme Walt Disney Signature ou les collections de Swarovski. Plusieurs designers sont associés à cette gamme dont Dolce & Gabbana, Paul Smith (haute couture), Vivienne Tam (en) (haute couture femme), Kidada Jones (bijoux)… ainsi que des marques de luxes dont Harvey's (maroquinerie) ou Monteverde Pens (stylos).

## Données économiques
En 2014, lors de la Licensing Expo, Disney annonce les résultats des années précédentes des ventes en magasin pour ces licences:
- 2010 : 28,6 milliards d'USD
- 2011 : 37,5 milliards d'USD
- 2012 : 39,4 milliards d'USD
- 2013 : 40,9 milliards d'USD

### Résultats financiers
| Année                                                                                             | Chiffre d'affaires        | Résultats net             |
| ------------------------------------------------------------------------------------------------- | ------------------------- | ------------------------- |
| 1988                                                                                              | 247                       | 134                       |
| 1989                                                                                              | 411                       | 187                       |
| 1990                                                                                              | 574                       | 223                       |
| 1991                                                                                              | 724                       | 229,8                     |
| 1992                                                                                              | 1 081                     | 283                       |
| 1993                                                                                              | 1 415,1                   | 355,4                     |
| 1994,                                                                                             | 1 798,2                   | 425,5                     |
| 1995,                                                                                             | 2 150                     | 510,5                     |
| 1996,                                                                                             | 10 095                    | 1 598                     |
| 1997                                                                                              | 3 782                     | 893                       |
| 1998                                                                                              | 3 193                     | 801                       |
| 1999                                                                                              | 3 030                     | 607                       |
| 2000                                                                                              | 2 602                     | 455                       |
| 2001                                                                                              | 2 590                     | 401                       |
| 2002                                                                                              | 2 440                     | 394                       |
| 2003                                                                                              | 2 344                     | 384                       |
| 2004                                                                                              | 2 511                     | 534                       |
| 2005                                                                                              | 2 127                     | 543                       |
| 2006                                                                                              | 2 193                     | 618                       |
| 2007                                                                                              | 2 347                     | 631                       |
| 2008                                                                                              | 2 415                     | 778                       |
| 2009                                                                                              | 2 425                     | 609                       |
| 2010                                                                                              | 2 678                     | 677                       |
| 2011                                                                                              | 3 049                     | 816                       |
| 2012                                                                                              | 3 252                     | 937                       |
| 2013                                                                                              | 3 555                     | 1 112                     |
| 2014                                                                                              | 3 985 / avec DIMG : 5 284 | 1 356 / avec DIMG : 1 472 |
| 2015                                                                                              | 4 499 / avec DIMG : 5 673 | 1 752 / avec DIMG : 1 884 |
| 2016                                                                                              | 5 528                     | 1 965                     |
| 2017                                                                                              | 4 833                     | 1 744                     |
| 2018                                                                                              | 4 651                     | 1 632                     |
| fusion avec Walt Disney Parks and Resorts sous le nom Walt Disney Parks, Experiences and Products |                           |                           |
| 2019                                                                                              | 26 225                    | 6 758                     |

1. ↑  Intégré à Creative Content en 1996

### Direction
- 1999-2011 : Andrew Mooney[122]
- 2011-2015 : Robert Chapek[2]
- 2015-2016 : Leslie Ferraro
- 2016- : James Pitaro

## Analyse

### Commercialisation globale
Les premiers efforts pour fidéliser les spectateurs sont des activités, des jeux et des concours avec des prix organisés autour des courts métrages d'animation nommés Mickey Mouse Club, le premier a lieu le 11 janvier 1930 au Fox Dome Theater à Los Angeles. Puis durant les années 1930 et 1940, Kay Kamen dirige un grand nombre d'actions commerciales énergiques pour lier les sorties de films comme Blanche-Neige à des campagnes de produits, jouets et vêtements essentiellement. Au début des années 1950, après la mort de Kay Kamen, une entité interne est créée pour la gestion des licences. O. B. JOhnston et Vince Jefferds deviennent les responsables de la division Disney Character Merchandising transformant les promotions ponctuelles en une forme d'art commercial. Pour la sortie en 1954 de Vingt mille lieues sous les mers, le studio a organisé une importante campagne publicitaire, un véritable déluge selon Steven Watts comprenant des encarts dans la presse, des spots radiophoniques, des extraits au cinéma et une émission spéciale de Disneyland intitulée Operation Undersea,,,. Mais à cela s'ajoute ce qui est devenu une habitude de la société Disney usant de toutes ses filiales et franchises des jouets et vêtements, des livres et des disques et finalement une attraction dans le parc Disneyland. En parallèle la folie autour de la série Davy Crockett donne lieu à une des plus importantes campagnes commerciales du studio. Pour Steven Watts, c'est l'un des exemples les plus spectaculaires de la convergence commerciale de Disney. La première des « folies commerciales » générées par le studio concerne Les Trois Petits Cochons, semblable à celle de Davy Crockett dans les années 1950, musique comprise. En 1957, la sortie de Fidèle Vagabond donne lieu à des distributions d'aliments et jouets pour chiens et dans certaines salles des maîtres chiens et vétérinaires prennent soin des compagnons canins des spectateurs.
En 1958, Roy Disney explique au Wall Street Journal que « l'intégration reste le mot clé dans la société. nous ne faisons rien dans une division unique sans envisager si cela peut être profitable aux autres divisions. » Cette intégration ou utilisation de l'ensemble des branches d'une entreprise pour soutenir la production d'une des branches n'est pas une notion apparu après la Seconde Guerre mondiale mais le résultat d'un long développement datant des années 1930. En 1962, Roy déclare à Newsweek que « tout ce que nous réalisons aide autre chose. »

### Les supports vidéo
L’avènement des supports vidéo, d'abord la vidéocassette puis le DVD, a provoqué de profonds changements dans la commercialisation des films de Disney. Initialement le studio lance un programme de ressorties de ses films au cinéma. Cela s'arrêtera avec l'édition en vidéocasste au milieu des années 1980. Mais le principe des ressorties est appliqué aux supports vidéo : cassettes, DVD et Blu-ray.
Walt Disney Home Entertainment gère les supports de média (DVD, CD et autres) et est associée à la division studios et divertissements au travers des différents groupes de Buena Vista. C'est l'entité Walt Disney Studios Entertainment qui assure la diffusion des productions au travers de Walt Disney Studios Entertainment et de Walt Disney Studios Motion Pictures International. Ainsi les ventes de DVD de Disney et des autres studios de la société sont associés à la division Studios et divertissements et non aux produits de consommation. Le 1er novembre 2010, Disney annonce que la distribution de films (Walt Disney Studios Distribution) et de séries télévisées ((en) Disney-ABC Television Group) sur support et sur internet sera gérée par une même entité de Disney Media Networks,.

### Les gammes transversales
En 1999, Disney Consumer Products a décidé de lancer des gammes transversales de produits:
- Disney Princess avec des objets, jouets, vêtements aux couleurs des princesses de Disney Ariel, Belle, Aurore, Cendrillon, Blanche-Neige, Jasmine, Mulan et Pocahontas
- Disney Heroes est une gamme parallèle pour les garçons.
- Disney Fairies est une gamme basée sur les fées et la fantasy, lancée en 2006

Ces gammes sont transversales car elles ne font pas référence à un seul des univers de fiction de Disney (ou film) mais à plusieurs.

### Les franchises
En 2011, Robert Chapek a été nommé à la tête de Disney Consumer Products. Cet ancien directeur de la division cinématographique a pris le parti de restructurer la division non plus en type de produits mais selon des franchises associées aux productions du studio mais aussi des entités publication ou télévision.